# Dundarrach (Carolina del Norte)
Dundarrach es un lugar designado por el censo ubicado en el condado de Hoke en el estado estadounidense de Carolina del Norte. La localidad en el año 2000, tenía una población de 62 habitantes en una superficie de 4 km², con una densidad poblacional de 15.3 personas por km².

## Geografía
Dundarrach se encuentra ubicado en las coordenadas 34°55′12″N 79°9′34″O / 34.92000, -79.15944. Según la Oficina del Censo, la localidad tiene un área total de 4 km² (1,5 mi²), de la cual 4 km² (1,5 mi²) es tierra y 0 km² (0 mi²) (0.0%) es agua.

### Localidades adyacentes
El siguiente diagrama muestra a las localidades en un radio de 12 kilómetros (7,5 mi) de Dundarrach.

## Demografía
En el 2000 la renta per cápita promedia del hogar era de $4.659, y el ingreso promedio para una familia era de $16.250. El ingreso per cápita para la localidad era de $6.975. Alrededor del 39.30% de la población estaba bajo el umbral de pobreza nacional.